# حمض الثيوأسيتيك
حمض الثيوأسيتيك (أو حمض الثيوخليك) هو مركب كبريت عضوي صيغته C2H4OS، والتي يمكن أن تكتب على الشكل CH3COSH، ويوجد على شكل سائل أصفر له رائحة تشبه رائحة الثيول.
يعد هذا الحمض أحد أحماض الثيوكربوكسيليك، وهو يشبه في بنيته بنية حمض الخليك (حمض الأسيتيك)، ولكن تحل فيه ذرة كبريت مكان ذرة أكسجين. تسمى أملاح هذه الحمض ثيوأسيتات.

## التحضير
يمكن أن يحضر المركب من تفاعل أنهيدريد الأسيتيك مع كبريتيد الهيدروجين:
{\displaystyle {\ce {(CH3C(O))2O + H2S -> CH3C(O)SH + CH3CO2H}}}
كما يمكن ان يحضر المركب من تفاعل خماسي كبريتيد الفوسفور مع حمض الخليك الثلجي متبوعاً بعملية تقطير:
{\displaystyle {\ce {CH3COOH + P2S5 -> CH3COSH + P2OS4}}}

## الخواص
يوجد المركب في الشروط القياسية على شكل سائل أصفر له رائحة تشبه رائحة الثيولات.
تيبغ قيمة ثابت تفكك الحمض pKa مقدار 3.4، بالتالي فإن هذا الحمض أكثر حموضة بمقدار 15 مرة من حمض الخليك.

## الاستخدامات
يستخدم حمض الثيوأسيتيك في الاصطناع العضوي لإضافة مجموعة الثيول إلى الجزيئات؛ كما هو الحال في المثال التالي: